# 科穆納爾 (新烏希齊亞區)
48°48′56″N 27°10′18″E / 48.81556°N 27.17167°E
科穆納爾（烏克蘭語：Загродське）是位於烏克蘭西部赫梅利尼茨基州裏卡緬涅茨-波多利斯基區的村莊，始建於1930年，面積0.44平方公里，海拔高度284米，2001年人口362。